# Mustilia gerontica
Mustilia gerontica är en fjärilsart som beskrevs av West. 1932. Mustilia gerontica ingår i släktet Mustilia och familjen silkesspinnare. Inga underarter finns listade i Catalogue of Life.

## Bildgalleri

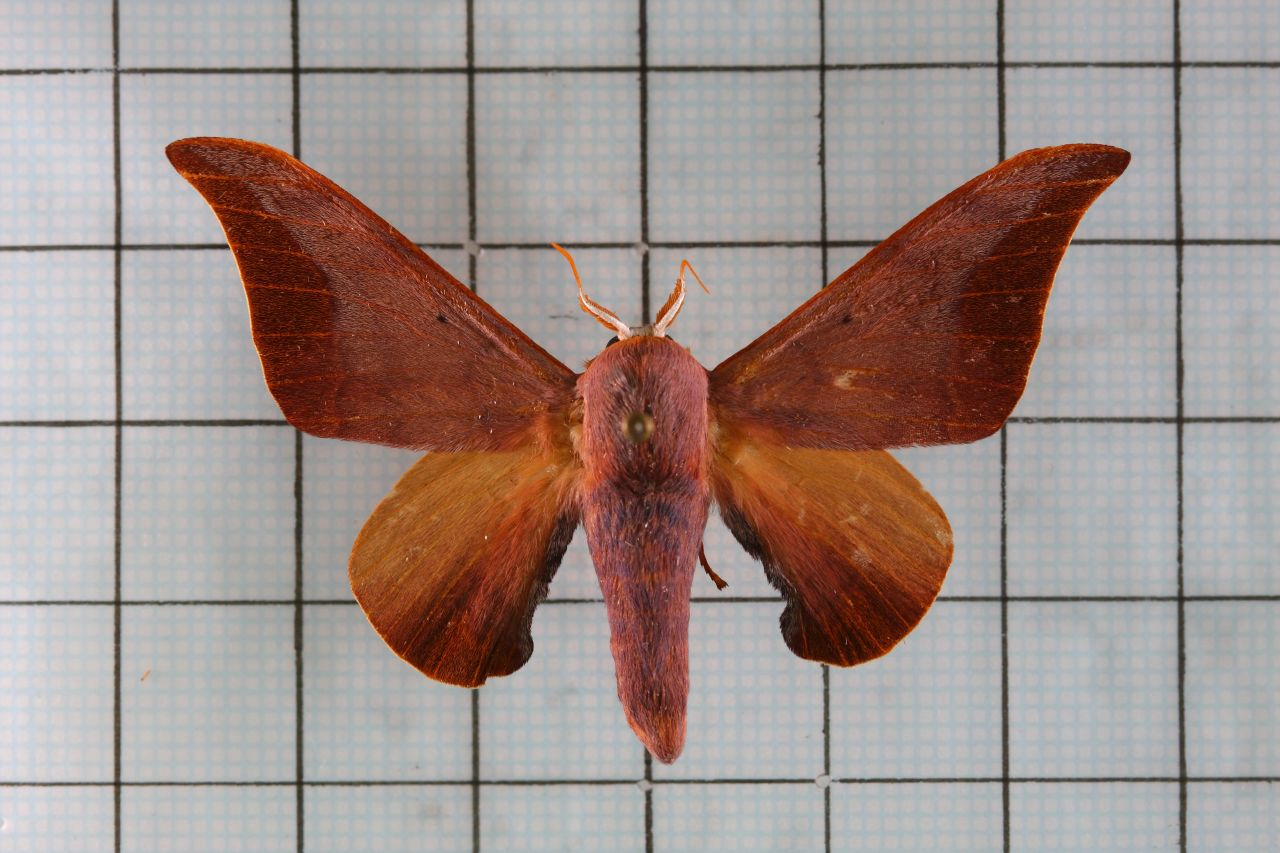
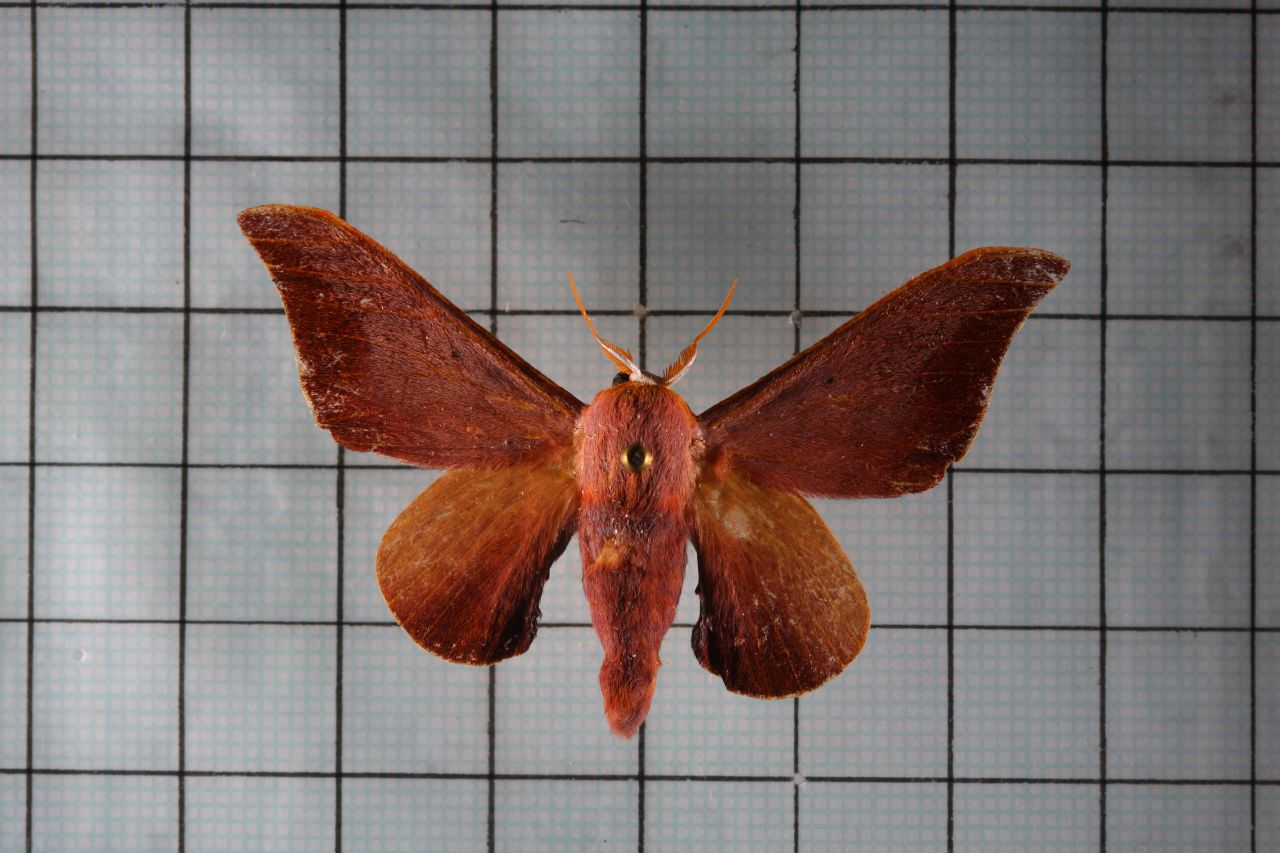
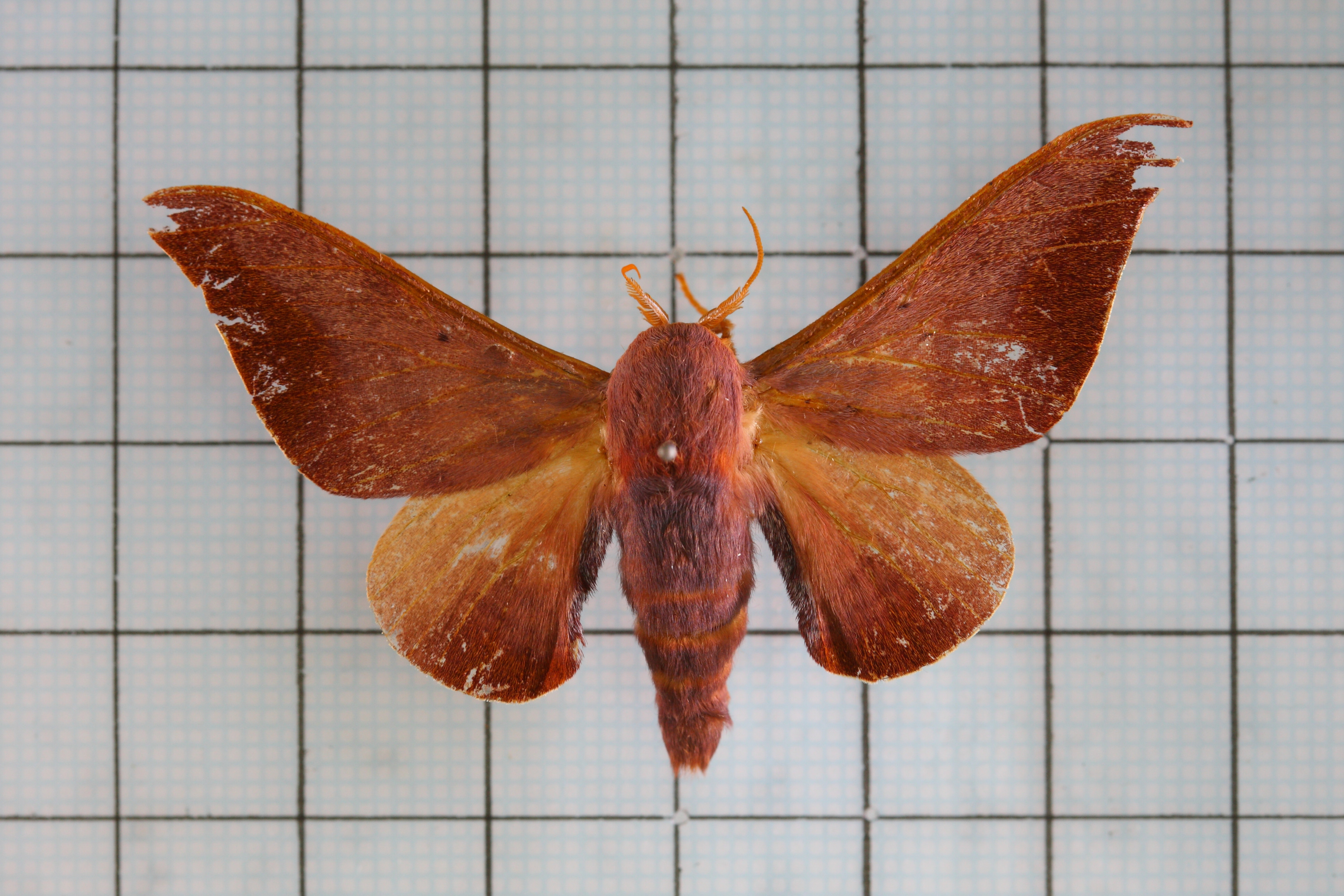
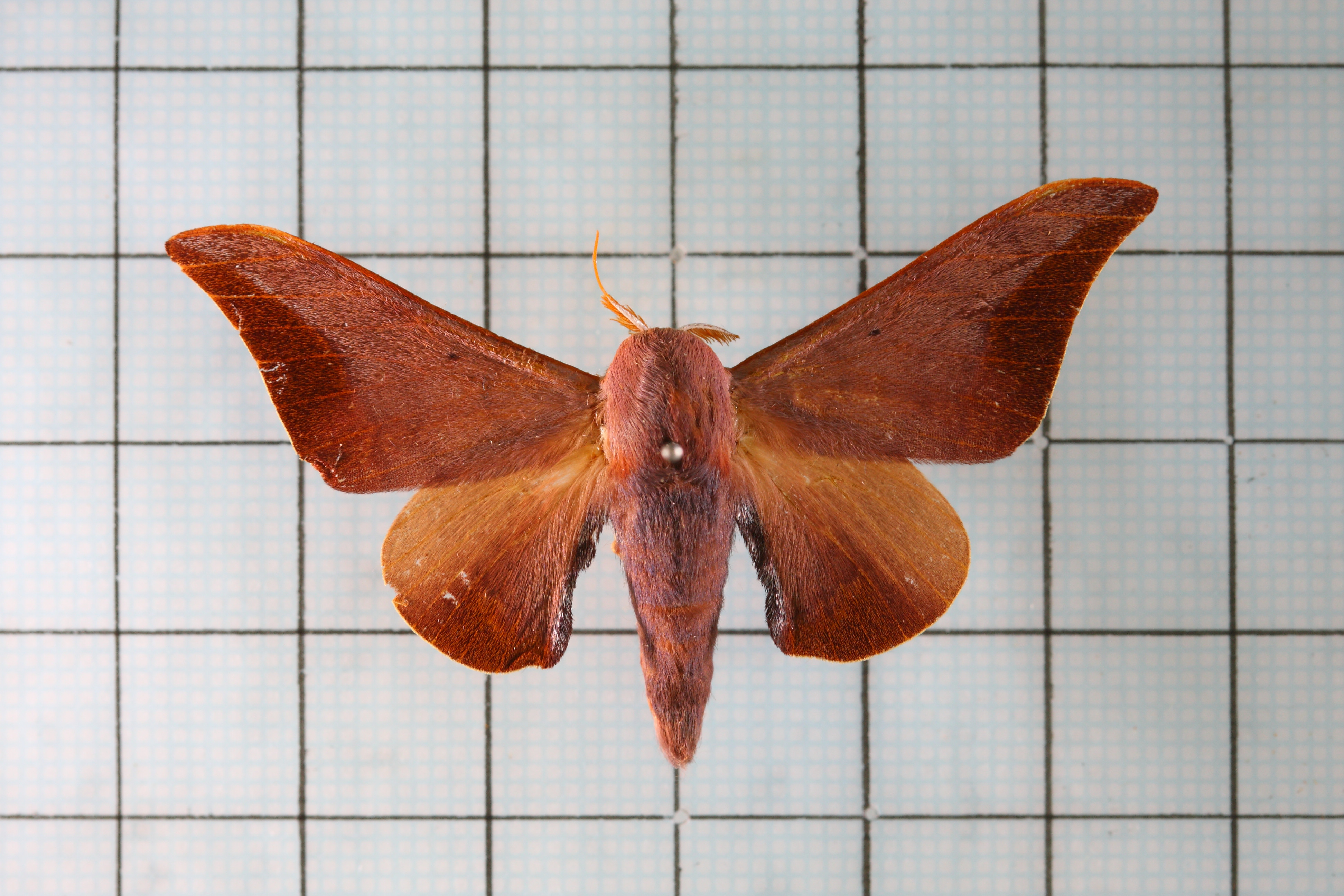
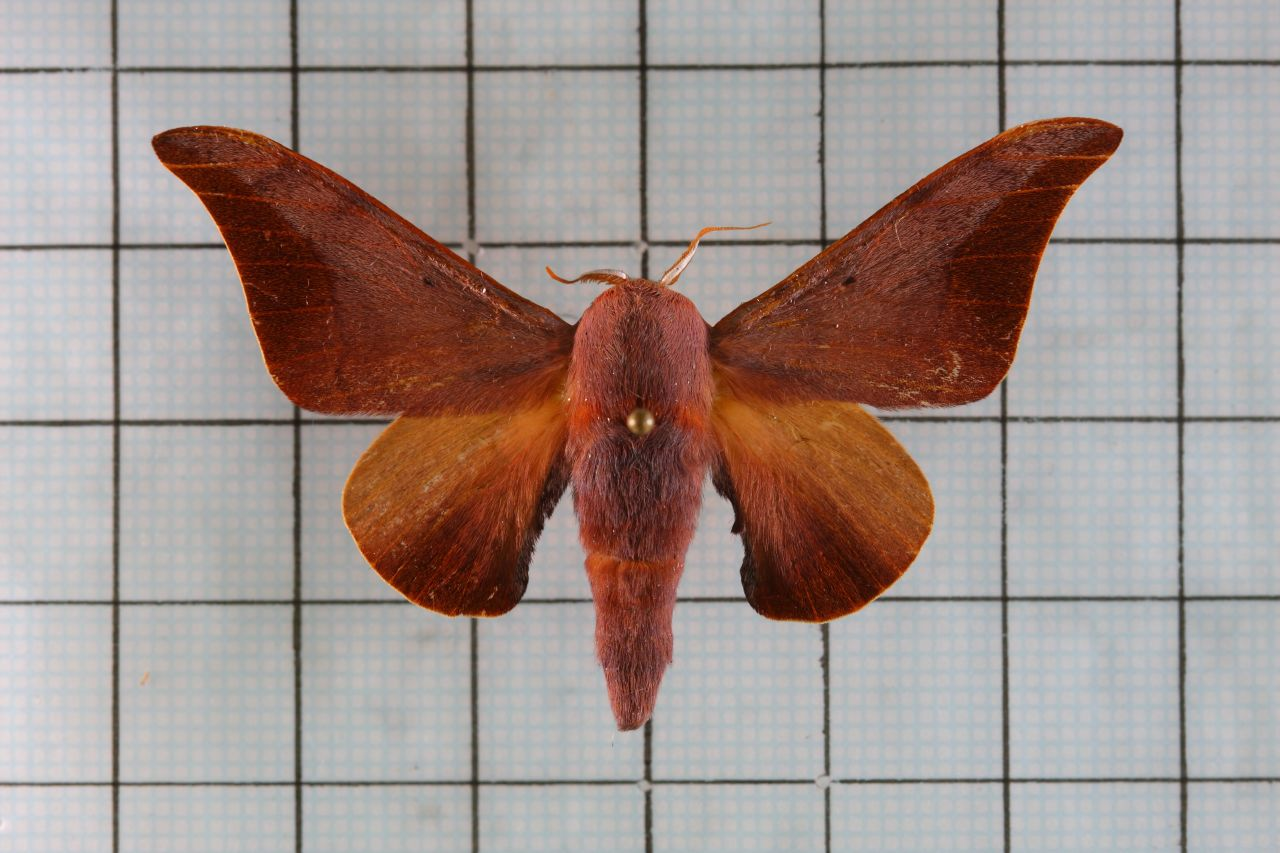